# Фрера Инфериоре (Торино)
Фрера Инфериоре је насеље у Италији у округу Торино, региону Пијемонт.
Према процени из 2011. у насељу је живело 9 становника. Насеље се налази на надморској висини од 867 м.